# USS Parche (SS-384)
USS Parche (SS-384) później (AGSS-384) – amerykański okręt podwodny typu Balao, pierwszy okręt United States Navy noszący nazwę pochodzącą od ryby z rodziny chetonikowatych (wymawianą jako /pɑrtʃeɪ/) – małej ryby żyjącej na rafie koralowej.
Okręt został zbudowany w stoczni Portsmouth Navy Yard. Stępkę położono 9 kwietnia 1943, wodowany 24 lipca, matką chrzestną została Betty Russell, córka byłego dowódcy Judge Advocate General - Roberta Lee Russella. Wszedł do służby 20 listopada 1943, pierwszym dowódcą został komandor porucznik Lawson P. Ramage.
29 marca 1944 okręt opuścił Pearl Harbor wraz z "Tinosa" (SS-283) i "Bang" (SS-385) i udał się na swój pierwszy patrol bojowy. Po przepłynięciu koło wyspy Midway okręty dopłynęły na japońskie linie żeglugowe na południe od Formozy 16 kwietnia. 29 kwietnia "Bang" zgłosił duży konwój w odległości 50 mil, który okręty zaatakowały w ramach taktyki wilczego stada. "Parche" zatopił jeden statek.
"Tinosa" zgłosił konwój składający się z siedmiu statków rano 3 maja, więc "Parche" udał się z pełną prędkością na północ aby przechwycić jednostki wroga. Godzinę przed północą okręt podwodny znalazł się na pozycji i trafił trzema torpedami prowadzący statek a dwiema kolejnym drugi frachtowiec oba zatapiając. "Parche" trafił także dwa razy trzeci frachtowiec, który został uszkodzony. Według powojennych raportów trio okrętów podwodnych zatopiło pięć statków o wyporności 30 542 ton. "Parche" zostały zaliczone "Taiyoku Maru" i "Shoryu Maru". Okręt wrócił do Midway 23 maja 1944, w drodze robiąc zwiad fotograficzny instalacji wojskowych na wyspie Ishi Gaki Jima.
Drugi patrol okrętu ponownie odbywał się na południe od Formozy, gdzie wraz z "Hammerhead" i "Steelhead" stanowił skoordynowaną grupę. "Parche" wyszedł w morze 17 czerwca po przejściu remontu. Tydzień później zobaczył i zatopił jednostkę patrolową ogniem działa pokładowego. 4 lipca japoński krążownik i niszczyciel zaatakowały amerykański okręt bombami głębinowymi.
"Parche" napotkał konwój 29 lipca i współpracując z "Steelhead" zbliżył się do niego i zatopił statek towarowy "Manko Maru" o wyporności 4471 ton i tankowiec "Koei Maru" o wyporności 10.238 ton. Podczas tej nocnej akcji na powierzchni oceanu okręt z ledwością uniknął staranowania przez jeden ze statków. "Parche" współpracując z "Steelhead" zatopił także transportowiec o wyporności 8990 ton. "Steelhead" zatopił także dwa inne statki, transportowiec i okręt towarowy. Inny tankowiec i okręt towarowy zostały uszkodzone. Za tę akcję "Parche" otrzymał Presidential Unit Citation, a jego dowódca Ramage otrzymał Medal Honoru. 1 sierpnia okręt podwodny popłynął w kierunku Saipanu, gdzie zakotwiczył 5 sierpnia i dotarł do Pearl Harbor 16 sierpnia.
W trakcie swojego trzeciego patrolu bojowego (10 września - 2 grudnia), jednego z najdłuższych w tej wojnie, "Parche" nie spotkał żadnego celu.
Po przeglądzie okręt wyszedł w rejs 30 grudnia na rotacyjny patrol w rejonie Nansei Shoto. 19 stycznia napotkał statek towarowy i tankowiec stojący na kotwicy w Naze Ko. Odpalił sześć torped z dziobowych wyrzutni w kierunku tankowca uzyskując pięć trafień oraz cztery torpedy z wyrzutni rufowych w kierunku transportowca uzyskując dwa prawdopodobne trafienia. 7 lutego "Parche" spotkał i zatopił statek "Okinoyama Maru" o wyporności 984 ton. Po tankowaniu na Midway 16 lutego okręt podwodny kontynuował rejs w kierunku Pearl Harbor, gdzie dotarł 20 lutego.
W ostatnim roku wojny coraz ciężej było spotkać na morzu statki japońskie, które były dziesiątkowane przez okręty podwodne i samoloty. Gdy "Parche" opuścił Pearl Harbor 19 marca 1945 udał się w kierunku wschodniego wybrzeża wyspy Honsiu. Tam 9 kwietnia zatopił jednostkę Minesweeper No. 3 o wyporności 615 ton w pobliżu Kobe Zaki. 11 kwietnia okręt przeprowadził atak za pomocą działa pokładowego zatapiając mały transportowiec o wyporności około 800 ton. Następnego dnia  storpedował kolejną małą jednostkę. 13 kwietnia "Parche" zatopił trawler rybacki. Dwie godziny później ponownie otworzył ogień - tym razem do małej łodzi obserwacyjnej, którą pozostawił płonącą. Dwa japońskie samoloty spowodowały, że musiał się zanurzyć przez co pozostawiono niezabezpieczone działo i większość amunicji na pokładzie. Duża eksplozja wstrząsnęła jednostką w czasie schodzenia w głębiny, ale nie spowodowała uszkodzeń.
22 kwietnia "Parche" spostrzegł trzy małe tankowce idące w kolumnie na północ wzdłuż wybrzeża na południe od Okama Saki. Amerykanie wystrzelili trzy torpedy w kierunku drugiego tankowca, a następnie skręcili w kierunku trzeciego, którego pozostawili otoczonego kłębami dymu. Okręt popłynął w kierunku Midway, gdzie dotarł 30 kwietnia.
"Parche" na swój szósty, ostatni w II wojnie światowej, patrol wypłynął 25 maja. Dołączył do "Lifeguard League" na południe od Honsiu. Pozostawał na tym stanowisku do 18 czerwca, będąc w gotowości do podnoszenia z morza lotników amerykańskich zestrzelonych przez Japończyków. W tym rejonie nie było jednak potrzeby przeprowadzania operacji ratowniczych i 18 czerwca okręt popłynął w kierunku cieśniny Tsugara.
Na pierwszy cel godny torpedy napotkał 21 czerwca, kiedy zobaczył kanonierkę omijającą Shiriya Saki. Do kanonierki wkrótce dołączył ścigacz okrętów podwodnych i transportowiec. Biorąc transportowiec za najlepszy cel "Parche" wystrzelił w jego kierunku cztery torpedy z przednich wyrzutni uzyskując jedno trafienie, po którym z jednostki podniósł się biały dym. Spodziewając się kontrakcji wroga okręt amerykański zanurzył się i z głębin przysłuchiwał się dźwiękom rozpadającego się statku "Hizen Maru".
"Parche" zaatakował trzy lugery eskortowane przez małą jednostkę następnego dnia po południu i zatopił dwa z nich. 23 czerwca zatopił kilka trawlerów ogniem działa pokładowego. Dwa dni później spotkał trzy duże statki i sześć jednostek eskortowych kierujących się na północ wzdłuż wybrzeża. Był to jeden z większych konwojów jaki został zauważony na japońskich wodach wewnętrznych w tych miesiącach. Po ataku przeprowadzonym przez "Parche" japońskie okręty eskortowe atakowały okręt amerykański przez cztery i pół godziny bombami głębinowymi. Później wznowiły rejs pozostawiając zatopioną kanonierkę i ciężko uszkodzony statek.
Po kolejnej rotacji służby jako okręt ratowniczy dla załóg samolotów z lotniskowców Task Force 38, 17 lipca "Parche" spotkał się z "Cero", aby wziąć na pokład trójkę lotników i udać się w kierunku Midway, gdzie dotarł 23 lipca, a później do Pearl Harbor, gdzie dotarł 28 lipca.
"Parche" był jednym z najczęściej odznaczanych okrętów należących do Pacific Submarine Force - odbył sześć patroli bojowych, otrzymał pięć battle star i dwa Presidential Unit Citation.

## Operacje po II wojnie światowej
Po drugiej wojnie światowej "Parche" został przydzielony do operacji Crossroads jako okręt-cel dla wybuchów bomb atomowych na atolu Bikini. Okręt przetrwał oba testy (wybuch powietrzny i podwodny) wychodząc z nich względnie nieuszkodzonym.
Po dekontaminacji okręt popłynął do stoczni Mare Island Naval Shipyard w Vallejo, gdzie został wycofany ze służby 10 grudnia 1946 i przydzielony do rezerwy floty w Alameda w marcu 1947. 1 grudnia 1962 jego klasyfikację zmieniono na AGSS-384 i przydzielono do Naval Reserve Training Submarine w Oakland.
"Parche" został skreślony z listy floty 8 listopada 1969 i sprzedany na złom 18 czerwca 1970. Części okrętu, które zostały zachowane (część mostku, wieży dowodzenia, nożyce do przecinania sieci i działo pokładowe), pozostają na terenie bazy Naval Submarine Base, Pearl Harbor, Hawaje.